# Mangora falconae
Mangora falconae är en spindelart som beskrevs av Schenkel 1953. Mangora falconae ingår i släktet Mangora och familjen hjulspindlar. Inga underarter finns listade i Catalogue of Life.